# محمد آيت ميهوب
محمد آيت ميهوب، كاتب وأستاذ جامعي تونسي من مواليد 1968. له العديد من الإصدارات والترجمات منها مجموعته القصصية «الورد والرماد» وكتابه المترجم عن اللغة الفرنسية للكاتب جورج غوسدورف «الإنسان الرومنطيقي» والذي فاز بجائزة الشيخ زايد للكتاب فرع الترجمة عام 2020.

## السيرة الذاتية
ولد محمد آيت ميهوب في مدينة بنزرت، تونس في 15 أكتوبر عام 1968. حصل على شهادة البكالوريوس في اللغة والآداب العربية عام 1991 من جامعة منوبة في تونس، ثم حصل على شهادة الماجستير في عام 1999 وبعدها على الدكتوراه في عام 2007 من كلية الآداب والفنون والإنسانيات. وهو مختص في النقد الأدبي والدراسات السردية وقضايا الأجناس الأدبية. شغل ميهوب مناصب عديدة منها: أستاذ الأدب ومناهج النقد الأدبي الحديثة بكلية العلوم الإنسانية والاجتماعية بتونس، أستاذ مساعد في اللغة والآداب العربية بكلية التربية بجامعة زايد. كما أنه عضو مؤسس ومدير تحرير للمجلة العلمية «نقد وتنوير»، ورئيس لجنة تحكيم مسابقة مؤسسة «الكتاما» للقصة القصيرة، ورئيس لجنة تحكيم جائزة توفيق بكار للرواية العربية بتونس، رئيس لجنة تحكيم جائزة مصطفى عزوز لأدب الطفل في تونس، عضو الهيئة الاستشارية لمجلتي اللسانيات والموروث في جامعة الجزائر. وقد انتج ميهوب لإذاعة تونس الثقافية برنامج «النص الآخر» و«قال الراوي». أصدر ميهوب مؤلفات وترجمات عديدة منها كتاب «القصة الشعرية» لجان إيف تادييه، وكتاب «الإنسان الرومنطيقي» المترجم من الفرنسية لجورج غوسدروف، كما نشر مجموعته القصصية الأولى «الورد والرماد» في عام 1993، ثم نشر روايته الأولى «حروف الرمل» في عام 1994، كما قام بترجمة كتب عديدة منها «الإنسان الرومنطيقي» للكاتب جورج غوسدورف من اللغة الفرنسية إلى العربية وكتاب «القصة الشعرية» للكاتب جان إيف تادييه. نال ميهوب على العديد من الجوائز منها جائزة الإبداع الثقافي في الأقصوصة من وزارة الثقافة التونسية عن مجموعته القصصية «الورد والرماد» عام 1994، فاز بجائزة الإبداع الثقافي في الرواية عن روايته «حروف الرمل» عام 1995، ومؤخرا حاز على جائزة الشيخ زايد للكتاب، فرع الترجمة لعام 2020 عن كتابه «الإنسان الرومنطيقي» المترجم عن اللغة الفرنسية للكاتب جورج غوسدورف.

## المؤلفات

### مجموعة قصصية
- الورد والرماد، 1993 (ردمك: 9789973172938)

### روايات
- حروف الرمل، دار النشر للمغرب العربي، 1994
- طائر مسكور الجناح يحلق في أعالي السماء، دار ورقة للنشر، 2015

### ترجمات وكتب علمية
- معجم السرديات، الدار العربية للعلوم، 2010
- الأقصوصة - فن متفرد، 2013 (مترجم من اللغة الفرنسية)
- الرواية السيرذاتية في الأدب العربي المعاصر، دار كنوز المعرفة العلمية للنشر والتوزيع، 2016 (ردمك: 9789957745271)
- الإنسان الرومنطيقي، معهد تونس للترجمة، 2018 (مترجم من اللغة الفرنسية)
- التداخل الأجناسي في الأدب العربي المعاصر، دار ورقة للنشر، 2019
- التجريد وفن الخط: نحو لغة عالمية، دار نشر سكالا ومتحف اللوفر أبوظبي ومركز بومبيدو ووكالة متاحف فرنسا، 2021
- كبار نجوم بوليوود: عالم السينما الهندية، متحف اللوفر أبوظبي بالتعاون مع متاحف فرنسا ومتحف رصيف برانلي- جاك شيراك بباريس، ودار "قاف" ببيروت، 2023 (مترجم من الفرنسية)

## الجوائز
- فازت مجموعته «الورد والرماد» الجائزة الأولى للإبداع الثقافي في الأقصوصة من وزارة الثقافة التونسية في عام 1994.
- فازت روايته «حروف الرمل» بالجائزة الأولى للإبداع الثقافي في الرواية من وزارة الثقافة التونسية في عام 1995.
- فازت قصته «طائر مكسر الجناح يحلق في السماء» على جائزة مصطفى عزوز لأدب الطفل في دورتها 2014-2015.
- فاز كتابه المترجم عن اللغة الفرنسية «الإنسان الرومنطيقي» بجائزة الشيخ زايد للكتاب، فرع الترجمة عام 2020.